# Llista d'asteroides/98401–98500
| Nom               | Designació provisional | Data de descobriment | Lloc de descobriment | Descobridor/s  |
| ----------------- | ---------------------- | -------------------- | -------------------- | -------------- |
| 98401 -           | 2000 UX7               | 24 d'octubre, 2000   | Socorro              | LINEAR         |
| 98402 -           | 2000 UE8               | 24 d'octubre, 2000   | Socorro              | LINEAR         |
| 98403 -           | 2000 UG8               | 24 d'octubre, 2000   | Socorro              | LINEAR         |
| 98404 -           | 2000 UT8               | 24 d'octubre, 2000   | Socorro              | LINEAR         |
| 98405 -           | 2000 UN9               | 24 d'octubre, 2000   | Socorro              | LINEAR         |
| 98406 -           | 2000 UC10              | 24 d'octubre, 2000   | Socorro              | LINEAR         |
| 98407 -           | 2000 UX10              | 25 d'octubre, 2000   | Socorro              | LINEAR         |
| 98408 -           | 2000 UD11              | 19 d'octubre, 2000   | Olathe               | L. Robinson    |
| 98409 -           | 2000 UQ12              | 25 d'octubre, 2000   | Socorro              | LINEAR         |
| 98410 -           | 2000 UX12              | 25 d'octubre, 2000   | Socorro              | LINEAR         |
| 98411 -           | 2000 UT13              | 24 d'octubre, 2000   | Desert Beaver        | W. K. Y. Yeung |
| 98412 -           | 2000 UG15              | 25 d'octubre, 2000   | Socorro              | LINEAR         |
| 98413 -           | 2000 UO16              | 29 d'octubre, 2000   | Fountain Hills       | C. W. Juels    |
| 98414 -           | 2000 UE18              | 24 d'octubre, 2000   | Socorro              | LINEAR         |
| 98415 -           | 2000 UH18              | 24 d'octubre, 2000   | Socorro              | LINEAR         |
| 98416 -           | 2000 US20              | 24 d'octubre, 2000   | Socorro              | LINEAR         |
| 98417 -           | 2000 UW21              | 24 d'octubre, 2000   | Socorro              | LINEAR         |
| 98418 -           | 2000 US22              | 24 d'octubre, 2000   | Socorro              | LINEAR         |
| 98419 -           | 2000 UV22              | 24 d'octubre, 2000   | Socorro              | LINEAR         |
| 98420 -           | 2000 UN24              | 24 d'octubre, 2000   | Socorro              | LINEAR         |
| 98421 -           | 2000 UD26              | 24 d'octubre, 2000   | Socorro              | LINEAR         |
| 98422 -           | 2000 UO26              | 24 d'octubre, 2000   | Socorro              | LINEAR         |
| 98423 -           | 2000 UU26              | 24 d'octubre, 2000   | Socorro              | LINEAR         |
| 98424 -           | 2000 UO28              | 25 d'octubre, 2000   | Socorro              | LINEAR         |
| 98425 -           | 2000 UM33              | 30 d'octubre, 2000   | Kitt Peak            | Spacewatch     |
| 98426 -           | 2000 UE34              | 24 d'octubre, 2000   | Socorro              | LINEAR         |
| 98427 -           | 2000 UA35              | 24 d'octubre, 2000   | Socorro              | LINEAR         |
| 98428 -           | 2000 UE35              | 24 d'octubre, 2000   | Socorro              | LINEAR         |
| 98429 -           | 2000 UL35              | 24 d'octubre, 2000   | Socorro              | LINEAR         |
| 98430 -           | 2000 UN35              | 24 d'octubre, 2000   | Socorro              | LINEAR         |
| 98431 -           | 2000 UA36              | 24 d'octubre, 2000   | Socorro              | LINEAR         |
| 98432 -           | 2000 UR36              | 24 d'octubre, 2000   | Socorro              | LINEAR         |
| 98433 -           | 2000 UP37              | 24 d'octubre, 2000   | Socorro              | LINEAR         |
| 98434 -           | 2000 UF39              | 24 d'octubre, 2000   | Socorro              | LINEAR         |
| 98435 -           | 2000 UE41              | 24 d'octubre, 2000   | Socorro              | LINEAR         |
| 98436 -           | 2000 UF42              | 24 d'octubre, 2000   | Socorro              | LINEAR         |
| 98437 -           | 2000 UP47              | 24 d'octubre, 2000   | Socorro              | LINEAR         |
| 98438 -           | 2000 UH49              | 24 d'octubre, 2000   | Socorro              | LINEAR         |
| 98439 -           | 2000 UD50              | 24 d'octubre, 2000   | Socorro              | LINEAR         |
| 98440 -           | 2000 UN50              | 24 d'octubre, 2000   | Socorro              | LINEAR         |
| 98441 -           | 2000 UW54              | 24 d'octubre, 2000   | Socorro              | LINEAR         |
| 98442 -           | 2000 UT55              | 24 d'octubre, 2000   | Socorro              | LINEAR         |
| 98443 -           | 2000 UZ56              | 25 d'octubre, 2000   | Socorro              | LINEAR         |
| 98444 -           | 2000 UM57              | 25 d'octubre, 2000   | Socorro              | LINEAR         |
| 98445 -           | 2000 UG59              | 25 d'octubre, 2000   | Socorro              | LINEAR         |
| 98446 -           | 2000 UM59              | 25 d'octubre, 2000   | Socorro              | LINEAR         |
| 98447 -           | 2000 UE60              | 25 d'octubre, 2000   | Socorro              | LINEAR         |
| 98448 -           | 2000 UN60              | 25 d'octubre, 2000   | Socorro              | LINEAR         |
| 98449 -           | 2000 UM61              | 25 d'octubre, 2000   | Socorro              | LINEAR         |
| 98450 -           | 2000 US62              | 25 d'octubre, 2000   | Socorro              | LINEAR         |
| 98451 -           | 2000 UT63              | 25 d'octubre, 2000   | Socorro              | LINEAR         |
| 98452 -           | 2000 UB65              | 25 d'octubre, 2000   | Socorro              | LINEAR         |
| 98453 -           | 2000 UL66              | 25 d'octubre, 2000   | Socorro              | LINEAR         |
| 98454 -           | 2000 US66              | 25 d'octubre, 2000   | Socorro              | LINEAR         |
| 98455 -           | 2000 UF68              | 25 d'octubre, 2000   | Socorro              | LINEAR         |
| 98456 -           | 2000 UD69              | 25 d'octubre, 2000   | Socorro              | LINEAR         |
| 98457 -           | 2000 UE69              | 25 d'octubre, 2000   | Socorro              | LINEAR         |
| 98458 -           | 2000 UP70              | 25 d'octubre, 2000   | Socorro              | LINEAR         |
| 98459 -           | 2000 UZ72              | 25 d'octubre, 2000   | Socorro              | LINEAR         |
| 98460 -           | 2000 UM73              | 26 d'octubre, 2000   | Socorro              | LINEAR         |
| 98461 -           | 2000 UQ76              | 24 d'octubre, 2000   | Socorro              | LINEAR         |
| 98462 -           | 2000 UB79              | 24 d'octubre, 2000   | Socorro              | LINEAR         |
| 98463 -           | 2000 UL81              | 24 d'octubre, 2000   | Socorro              | LINEAR         |
| 98464 -           | 2000 UP83              | 31 d'octubre, 2000   | Socorro              | LINEAR         |
| 98465 -           | 2000 UN84              | 31 d'octubre, 2000   | Socorro              | LINEAR         |
| 98466 -           | 2000 UF91              | 25 d'octubre, 2000   | Socorro              | LINEAR         |
| 98467 -           | 2000 UW91              | 25 d'octubre, 2000   | Socorro              | LINEAR         |
| 98468 -           | 2000 UM92              | 25 d'octubre, 2000   | Socorro              | LINEAR         |
| 98469 -           | 2000 UF93              | 25 d'octubre, 2000   | Socorro              | LINEAR         |
| 98470 -           | 2000 US94              | 25 d'octubre, 2000   | Socorro              | LINEAR         |
| 98471 -           | 2000 UW94              | 25 d'octubre, 2000   | Socorro              | LINEAR         |
| 98472 -           | 2000 UB95              | 25 d'octubre, 2000   | Socorro              | LINEAR         |
| 98473 -           | 2000 UD96              | 25 d'octubre, 2000   | Socorro              | LINEAR         |
| 98474 -           | 2000 UR97              | 25 d'octubre, 2000   | Socorro              | LINEAR         |
| 98475 -           | 2000 UF98              | 25 d'octubre, 2000   | Socorro              | LINEAR         |
| 98476 -           | 2000 UP98              | 25 d'octubre, 2000   | Socorro              | LINEAR         |
| 98477 -           | 2000 UR99              | 25 d'octubre, 2000   | Socorro              | LINEAR         |
| 98478 -           | 2000 UB100             | 25 d'octubre, 2000   | Socorro              | LINEAR         |
| 98479 -           | 2000 UM100             | 25 d'octubre, 2000   | Socorro              | LINEAR         |
| 98480 -           | 2000 UR100             | 25 d'octubre, 2000   | Socorro              | LINEAR         |
| 98481 -           | 2000 UX100             | 25 d'octubre, 2000   | Socorro              | LINEAR         |
| 98482 -           | 2000 UL101             | 25 d'octubre, 2000   | Socorro              | LINEAR         |
| 98483 -           | 2000 UJ102             | 25 d'octubre, 2000   | Socorro              | LINEAR         |
| 98484 -           | 2000 UK103             | 25 d'octubre, 2000   | Socorro              | LINEAR         |
| 98485 -           | 2000 US105             | 29 d'octubre, 2000   | Socorro              | LINEAR         |
| 98486 -           | 2000 UZ105             | 29 d'octubre, 2000   | Socorro              | LINEAR         |
| 98487 -           | 2000 UC106             | 29 d'octubre, 2000   | Socorro              | LINEAR         |
| 98488 -           | 2000 UM106             | 30 d'octubre, 2000   | Socorro              | LINEAR         |
| 98489 -           | 2000 UR106             | 30 d'octubre, 2000   | Socorro              | LINEAR         |
| 98490 -           | 2000 UJ108             | 30 d'octubre, 2000   | Socorro              | LINEAR         |
| 98491 -           | 2000 UA109             | 31 d'octubre, 2000   | Socorro              | LINEAR         |
| 98492 -           | 2000 UU109             | 31 d'octubre, 2000   | Socorro              | LINEAR         |
| 98493 -           | 2000 UY110             | 26 d'octubre, 2000   | Kitt Peak            | Spacewatch     |
| 98494 Marsupilami | 2000 UN111             | 27 d'octubre, 2000   | Le Creusot           | J.-C. Merlin   |
| 98495 -           | 2000 VV2               | 1 de novembre, 2000  | Desert Beaver        | W. K. Y. Yeung |
| 98496 -           | 2000 VT3               | 1 de novembre, 2000  | Socorro              | LINEAR         |
| 98497 -           | 2000 VL5               | 1 de novembre, 2000  | Socorro              | LINEAR         |
| 98498 -           | 2000 VS10              | 1 de novembre, 2000  | Socorro              | LINEAR         |
| 98499 -           | 2000 VW11              | 1 de novembre, 2000  | Socorro              | LINEAR         |
| 98500 -           | 2000 VL12              | 1 de novembre, 2000  | Socorro              | LINEAR         |